# Les Enfances Renier
Les Enfances Renier è una delle 24 canzoni di gesta che compongono il ciclo di Guglielmo d'Orange. Il testo venne composto intorno al 1270 ed è pervenuto attraverso un solo manoscritto, redatto nel XIV secolo, il ms. fr. 24370 della Biblioteca Nazionale di Parigi (noto anche come B2) che prosegue la materia contenuta nel ms. fr. 24369 (B1). La vicinanza temporale tra la stesura del testo e la redazione del manoscritto fanno supporre che il testo abbia subito pochi rimaneggiamenti. 
La canzone racconta le avventure dell'eroe Renier, figlio di Maillefer e di Florentine, dalla sua nascita all'agnizione e al matrimonio con la principessa pagana Ydoine, ma il testo è incompleto e la vicenda si interrompe nel momento in cui Renier e i suoi compagni, di ritorno dal Santo Sepolcro, vengono attaccati dal re pagano Corssabrin.

## Versificazione
La canzone si compone di 20.065 decasillabi, ripartiti in 746 lasse monorime e isometriche. La rima è per la maggior parte maschile (83% contro il 17% di rime femminili).

## Storia
Secondo l'ipotesi della Cremonesi, la canzone venne composta in Italia, probabilmente in Sicilia, dopo il 1270. Si tratta quindi di un'opera tarda, che prosegue la narrazione delle peripezie dei personaggi più giovani, scioglie alcuni nodi lasciati in sospeso dalle canzoni precedenti (come l'incontro di Maillefer con il fratellastro) e introducendo nuovi personaggi, attraverso i quali l'autore collega gli eroi carolingi a quelli della prima crociata (1096-9).
La lunghezza del testo è imponente (in tutto 20.065 versi) e anomala rispetto a quella delle altre canzoni dello stesso ciclo (La Chanson de Guillaume ne conta per esempio 3.554), i personaggi sono numerosi e l'intreccio è lungo e complesso: gli episodi si susseguono con spostamenti continui da uno scenario all'altro e quando una sezione narrativa sembra conclusa viene ripreso un filo narrativo lasciato in sospeso.
Il carattere avventuroso e i frequenti viaggi, il moltiplicarsi degli eventi e dei personaggi, l'inserimento di espedienti narrativi più romanzeschi che epici (come le fate o il topos plautino del rapimento e dell'agnizione), la perdita del realismo cruento nella descrizione delle battaglie e della tragicità degli ameridi che combattono solitari contro i saraceni qualificano l'Enfances Renier come opera tarda, nella quale si mescolano elementi del ciclo carolingio con quello arturiano (non manca il riferimento all'isola di Avalon) e al tempo stesso suggeriscono una composizione rivolta al raffinato ed esigente pubblico delle corti italiane e francesi.

## Trama

### Vv. 1-580
Nel mese di maggio, a Portpaillart, Florentine, moglie di Maillefer, dà alla luce il bambino a mezzanotte, assistito dal alcune dame tra le quali Guiborc, moglie di Guglielmo e zia di Maillefer. L'infante ha sulla pelle una croce vermiglia, premonizione del suo futuro di re e di flagello dei pagani. Secondo il costume provenzale, le dame apparecchiano una tavola con tre pani bianchi, tre caraffe di vino e tre coppe. Quindi lasciano il bambino accanto alla tavola e vanno tutte a dormire. Quando tutto il palazzo dorme arrivano tre fate per vedere il bambino e mentre la prima lo prende in braccio, la seconda accende il fuoco e la terza lo avvolge nelle fasce, poi lo mettono a dormire. Si siedono alla tavola e dopo aver mangiato e bevuto, decidono di offrire ciascuna un dono al bambino. La prima fata gli fa dono dell'ardore e del coraggio, egli terrà Costantinopoli, sarà re di Grecia e convertirà Venezia alla cristianità, nessun assalto potrà ferirlo, né leone né serpente o cinghiale potranno fargli del male, e se si troverà in mare non potrà mai affogare. La seconda gli fa dono dell'amore delle donne, non potrà mai rimanere imprigionato per più di tre giorni. La terza gli fa dono di saggezza, prudenza, cortesia, eloquenza, sarà re di dieci regni. Una volta offerti i loro doni, le tre fate si alzano e lasciano il palazzo. Il mattino seguente Maillefer parla con la zia Guiborc ed ella lo rassicura sulla salute della madre e chiede quale nome desideri dare al figlio. Il padre li impone il nome di Renier, in ricordo dell'antenato Renier de Gennes e il giorno stesso Guiborc tiene il bambino a battesimo. 
Poco tempo dopo nasce la piccola Gracienne, sorella di Renier.
Maillefer chiede a Picolet notizie su Thiebaut e il nano afferma che il re non oserà attaccare nuovamente la Francia e che si accontenterà di regnare sulle terre di Desramé, ma allo stesso tempo riesce a indurre Maillefer a salpare verso Loquiferne per conquistarla, nonostante Guiborc cerchi di dissuaderlo. Mentre Guglielmo manda a chiamare i suoi uomini, arrivano due messaggeri che portano la notizia della morte di Bueve di Conmarchis e di Guibert, fratelli di Guglielmo. Maillefer e Guglielmo hanno radunato 30.000 uomini di cui 10.000 verranno lasciati a proteggere Orange sotto il comando di Girard e Guielin. Anche Florentine cerca di convincere il marito a non partire, ma Maillefer le ricorda il giuramento fatto a Rainouart di non lasciare mai tregua ai pagani, inoltre, egli desidera conquistare la terra che fu di suo nonno Desramé.
Dopo che Maillefer e Guglielmo hanno preso concedo dalla rispettive mogli salpano alla volta di Loquiferne.
Nel frattempo il ladro Grymber, approfittando del fatto che la corte è riunita nel porto per salutare l'esercito in partenza, entra di nascosto a Portpaillart, ma tutti i tesori sono sotto chiave e pur di non andarsene a mani vuote, decide di rapire il piccolo Renier, dopo aver lanciato un incantesimo sulla nutrice che lo sorvegliava. Porta il bambino fino a Marsiglia, dove lo vende a un mercante, raccontandogli di averlo trovato in bosco della Provenza. Il mercante si reca quindi a Venezia dove ogni anno offre all'emiro Brunamon, signore della città, un bambino cristiano da dare in pasto ai suoi due leoni.

### Vv. 581-1188
Maillefer e il suo esercito arrivano a Loquiferne e dopo essere sbarcati si accampano per la notte. Il mattino seguente Maillefer suona il corno per chiamare gli uomini a raccolta e il suono sveglia il re Thiebaut che si affaccia dalla sua torre ed osserva con preoccupazione l'esercito dei franchi. Riconosce Maillefer, Guglielmo e Bertran, che teme più di ogni altro cavaliere. Raduna i suoi e Rubyon consiglia di chiamare Butor, che può portare con sé 100.000 armati, e di reggere l'assedio dei franchi fino a quando non sarà arrivato in loro aiuto. Thiebaut, pieno d'orgoglio, rifiuta e decide di affrontare Guglielmo con il proprio esercito. I pagani si armano e Thiebaut li guida contro i franchi. Il primo nemico con cui incrocia la spada è Guglielmo: i due si scambiano colpi feroci, ma quando Thiebaut si vede in difficoltà invoca l'aiuto dei suoi e Guglielmo a sua volta chiama Maillefer e Bertran. I franchi fanno strage di pagani, alla carica dei saraceni risponde una carica dei cristiani. Lo schieramento pagano non riesce più a sostenere lo scontro con i cristiani ed è costretto a rifugiarsi entro le mura di Loquiferne. Thiebaut tenta di fuggire da una porta secondaria e sprona il destriero verso il porto, Bertran lo incalza e prima che Thiebaut salga sulla nave riesce a ferirlo con una lancia. Guglielmo raggiunge il nipote che crede di aver ucciso Thiebaut. I due tornano a Loquiferne. Sulla nave un saraceno si offre di estrarre la lancia, ma Thiebaut rifiuta temendo di rimanerne uccido. Ordina invece che la lancia venga tagliata, mentre la punta rimarrà nella carne per tre anni. Bertran porta a Loquiferne la notizia della morte di Thiebaut e tutti se ne rallegrano mentre Guglielmo offre terre e feudi a tutti coloro che si convertiranno alla fede cristiana. In 5.000 si convertono mentre chi si rifiuta viene decapitato. Bertran e Guglielmo incoronano Maillefer re di Loquiferne e di tutte le terre che erano appartenute a Desramé, ma la gioia dei franchi viene turbata dalla notizia che Guiborc è morente e che Renier è stato rapito. Guglielmo e Maillefer decidono di tornare immediatamente a Orange e di lasciare Bertran a proteggere Loquiferne e con lui Picolet perché possa fare da messaggero in caso di pericolo.

### Vv. 1189-1558
Il mercante arriva alla Rocheglise e offre a Brunamon il bambino (che ha ora 2 anni), assicurandogli che è cristiano e figlio di re, sottratto alla madre in un bosco della Provenza. L'emiro ordina che venga dato ai suoi leoni, ma grazie al dono della fata questi anziché mangiarlo gli si accucciano vicino e lo leccano. Il servo Murgales riferisce l'accaduto alla figlia di Brunamon, Ydoine, una fanciulla di 12 anni, che dopo aver visto con i suoi occhi il bambino decide di tenerlo con sé e di allevarlo in segreto. 
Nel frattempo Maillefer è arrivato a Portpailart e Guglielmo raggiunge l'amata Guiborc in tempo per ascoltare le sue ultime parole: chiede a Guglielmo, ormai vecchio, di pensare alla propria anima e di lasciare le guerre per ritirarsi in convento e pregare Dio. Guglielmo accetta e a mezzanotte, come aveva previsto, Guiborc rende l'anima. Maillefer conforta Florentine, addolorata per la scomparsa del figlio. Il giorno seguente viene celebrato il funerale della contessa. Guglielmo, prostrato dal dolore, decide di affidare tutti i suoi possedimenti e i suoi cavalieri a Maillefer e la notte, mentre tutti dormono, lascia Portpaillart per ritirarsi in convento ad Angienes. La scomparsa di Guglielmo getta la corte nel panico, Gyrard lamenta di aver perduto l'ultimo zio rimasto e Maillefer decide di trasferirsi a Morimont, facile da difendere, ma anche vicino al mare per raggiungere più facilmente Bertran a Loquiferne in caso di bisogno.

### Vv. 1559-2040
Renier viene cresciuto con le migliori cure da Ydoine: impara l'eloquenza, l'equitazione e la scherma, ma i suoi coetanei sono gelosi di lui e un giorno uno di loro si rivolge a Renier chiamandolo trouvé e bastart. Per la prima volta il protagonista comincia a interrogarsi sulle sue origini: chiede a Ydoine dei suoi genitori. La fanciulla racconta allora a Renier di come venne portato a Venezia da un mercante il quale, mandato a chiamare, racconta di aver comprato il bambino a Marsiglia da un ladro che lo aveva rapito a sua madre in un bosco. Renier apprende di essere stato battezzato ed esprime a Ydoine il desiderio di andare alla ricerca di suo padre e le promette di tornare da lei quando avrà scoperto le sue origini. La fanciulla prega allora Gire, il mercante, di accompagnare Renier ed egli accetta, decidendo di convertirsi al cristianesimo. Ydoine dona poi al Renier ricche armi, un cavallo e un seguito di 27 franchi liberati dalle prigioni, forniti di armi e cavalli. Renier ringrazia la fanciulla e si separa da lei con la promessa di farle avere sue notizie.

### Vv. 2041-2370
A Loquiferne, Bertran vede arrivare una flotta di 100.000 pagani guidati da Butor, che invia in città un messaggero per chiedere al franco di restituire le chiavi della città e di andarsene, ma Bertran rifiuta di cedere Loquiferne. I due eserciti si armano e combattono sotto le mura, ma i cristiani hanno la peggio, si rifugiano a Loquiferne e Bertran, assediato dai pagani, decide di mandare Picolet a chiedere soccorso a Maillefer. Questi, appresa la notizie, raduna 30.000 uomini e dopo aver preso congedo dalla moglie, salpa per Loquiferne, lasciando Girard a difesa di Morimont.

### Vv. 2371-2999
Nel frattempo, una flotta di 30.000 pagani guidata da Otrans de Lymes e Rubyons e diretta a Loquiferne viene sorpresa da una tempesta e spinta nei pressi di Portpaillart. Otrans e Rubyons, temendo di trovare Maillefer, decidono di allontanarsi e si dirigono verso Morimont dove una spia li informa che l'esercito è partito e rimangono solo Florentine e Girard. I pagani decidono di approfittare della situazione e sbarcano per conquistare la città. Girard giuda i pochi uomini rimasti in battaglia, ma lo scontro è impari e sono costretti a lasciare il campo. Mentre i franchi sono assediati, i pagani devastano il paese. Una nave di mercanti, che per timore dei saraceni non si è avvicinata a Morimont, porta a Renier la notizia dell'assedio. Il giovane decide di soccorrere i cristiani e convince i mercanti ad unirsi a lui. Arrivati a Morimont, Girard riconosce le vele cristiane e accoglie Renier nel palazzo. Qui per la prima volta Renier incontra sua madre. Florentine, che sente il sangue scorrerle più forte nelle vene, chiede al giovane quale sia il suo nome e da dove venga, ma Renier, non volendo rivelare di essere un trovatello, decide di mentire e racconta di essere della Galizia e di essersi allontanato dalla sua terra a causa di una guerra, ma rifiuta di rivelare di più. Il giorno seguente di due eserciti tornano ad armarsi e Renier, ritenuto troppo giovane, viene mandato nella torre con Florentine. Osservando i due schieramenti darsi battaglia, il giovane lamenta di non conoscere le sue origini e promette a se stesso che il giorno dopo scenderà in campo per misurarsi coi pagani. La sera cessano i combattimenti e l'esercito cristiano rientra a Morimont. Girard lamenta con Florentine l'inferiorità numerica dei franchi e decide di inviare un messaggero a Portpaillart a chiedere aiuto al cugino Guielin. Durante la cena Florentine continua ad osservare Renier, trovandolo simile a suo marito, ma non osa chiedergli di nuovo il suo nome.